# Beate Kunath

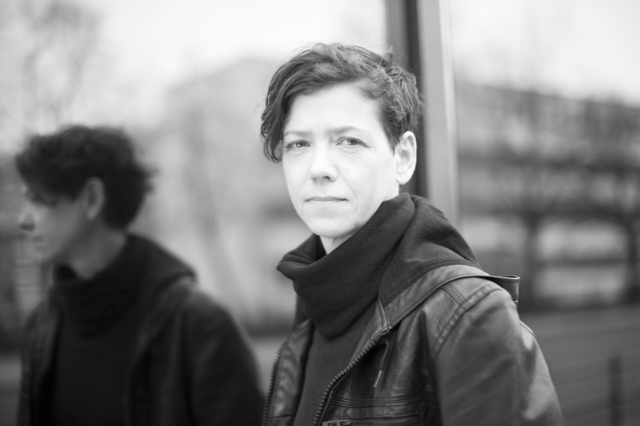
Beate Kunath (2016)

Beate Kunath (geboren 18. September 1967 in Karl-Marx-Stadt) ist eine deutsche Filmemacherin, Drehbuchautorin und Videokünstlerin. Als Videokünstlerin tritt sie unter dem Pseudonym [bi:kei] auf. Für ihren halbdokumentarischen Film Forbidden Fruit (2000), eine Kooperation mit Yvonne Zückmantel und Sue Maluwa Bruce, erhielt sie mehrere Auszeichnungen, darunter im Rahmen der 51. Berlinale 2001 den Preis der Teddy-Jury.

## Leben

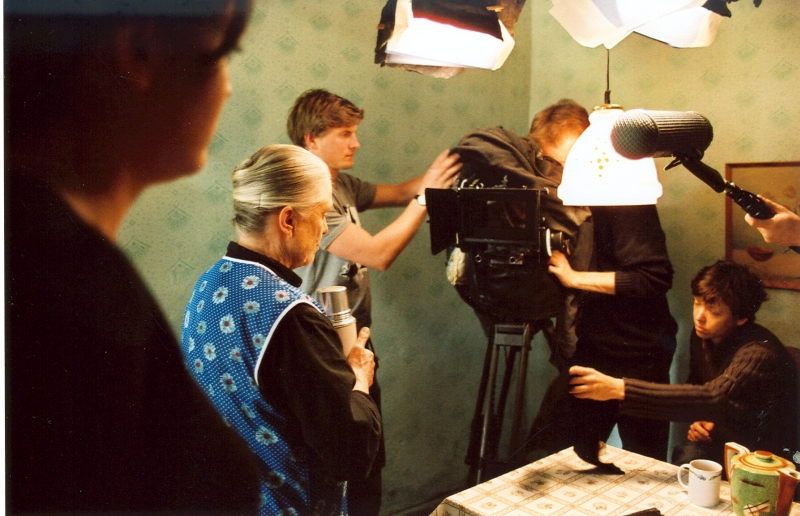
Beate Kunath (ganz rechts) bei den Dreharbeiten zu Im Sommer sitzen die Alten (2008)

Ein frühes Interesse an Film- und Videoarbeiten zeigte Beate Kunath bereits in der Mitarbeit beim Jugendfilmclub Fritz Heckert in Karl-Marx-Stadt ab 1985, der nach der politischen Wende im Jahr 1990 in Chemnitzer Filmclub e. V. umbenannt wurde. Sie unterstützte zunächst bei der Organisation einer wöchentlichen Filmreihe. Im Jahr 1994 initiierte sie das erste Filmfestival für den lesbisch-schwulen Film in Chemnitz, welches sie bis 2002 kuratierte.
Parallel erhielt sie eine Anstellung als medienpädagogische Mitarbeiterin im Jugendamt der Stadt Chemnitz, die sie bis zum Jahr 2004 innehatte. In der dortigen Medienwerkstatt, die sich 1994 mit der Chemnitzer Filmwerkstatt zusammenschloss, organisierte sie in Zusammenarbeit mit Ralf Glaser verschiedene Video- und Filmworkshop-Formate, die das Ziel verfolgten, gemeinsam mit Jugendlichen deren Ideen filmisch umzusetzen. Erste eigene Kurzfilme Kunaths entstanden in dieser Zeit. Ralf Glaser, selbst Filmemacher, hatte dabei großen Einfluss auf ihre künstlerische Entwicklung. Seit 2004 ist sie auch Mitglied des Vorstands der Chemnitzer Filmwerkstatt.
Von 1998 bis 2008 betrieb Kunath zusammen mit Frank Nimser die Café-Kneipe difranco in der Chemnitzer Hainstrasse. 2003 initiierte sie mit Lars Neuenfeld die erste Edition des Kulturfestivals Begehungen in Chemnitz.
Beate Kunath arbeitet als freischaffende Filmemacherin in Chemnitz und Berlin und ist darüber hinaus als Koproduzentin, Editorin und Kamerafrau tätig. Das Chemnitzer 371 Stadtmagazin bezeichnete sie als „die renommierteste Chemnitzer Filmemacherin“.

## Werk

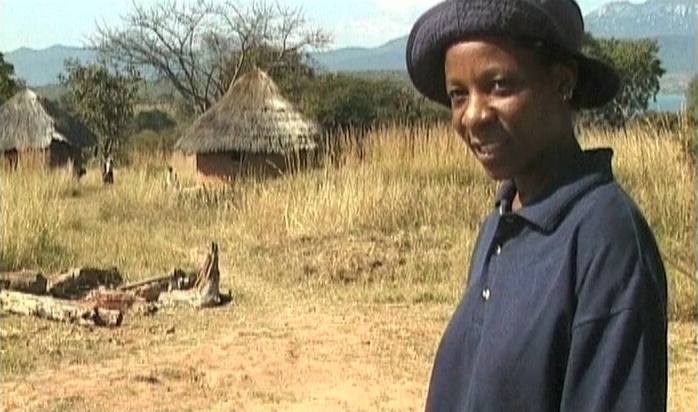
Filmstill aus Forbidden Fruit (2000)

Beate Kunaths Werk umfasst Kurzspiel- und Dokumentarfilme, Musikclips, Videoinstallationen und Fotoserien. Die Protagonistinnen ihrer Filme, ob fiktional oder dokumentarisch, sind Frauen und deren Erfahrungsräume.
Der halbdokumentarische Film Forbidden Fruit entstand im Jahr 2000 in Zusammenarbeit mit Yvonne Zückmantel und Sue Maluwa Bruce in Simbabwe. Er behandelt die heimliche Liebesbeziehung zwischen zwei Frauen, Nongoma und Tsitsi, in einem Dorf im ländlichen Raum Simbabwes. Als die Beziehung entdeckt wird, muss Nongoma in die Stadt fliehen. Erst zwei Jahre später treffen sich die beiden Frauen wieder. Ko-Autorin Sue Maluwa Bruce übernahm die Rolle der Erzählerin. Der Film wurde in Mutare auf Englisch und Shona gedreht. Bei der Verleihung des Teddy-Jury-Preises für den Film im Rahmen der Berlinale 2001 bezeichnete die Jury den Film als „mutige und bemerkenswerte Erzählung einer Liebesgeschichte zweier Lesben und ihre gesellschaftliche Auswirkung im ländlichen Simbabwe“.

### Dokumentarfilme ab 2008
Im Jahr 2008 entstand Kunaths erster dokumentarischer Langfilm, eine Kooperation mit Ursel Schmitz, ... geradezu heraus. Irmtraud Morgner in Chemnitz, eine poetische Annäherung an die Kindheit und Jugend der Schriftstellerin Irmtraud Morgner in ihrer Heimatstadt Chemnitz. Kunath und Schmitz befragten Zeitzeuginnen und Zeitzeugen Morgners und setzten diese im Film in Bezug zu Passagen aus ihren Romanen und Erzählungen.
Für den im Jahr 2013 fertiggestellten Film Dieser eine gemeinsame Tag bereiste Kunath über den Verlauf von fünf Jahren die internationalen Partnerstädte der Stadt Chemnitz und besuchte Frauen in Akron, Ljubljana, Mulhouse, Usti nad Labem, Tampere, Taiyuan, Düsseldorf, Wolgograd und Chemnitz mit der Kamera, die am selben Tag wie sie geboren sind. Ihr Interesse lag darauf, den Alltag von Frauen ihrer Generation in ganz verschiedenen Lebenssituationen und Umfeldern zu porträtieren. „Gezeigt werden universale Probleme wie Krankheiten, das Treffen von Entscheidungen, Arbeitssuche und Älterwerden, die jenseits aller Altersdefinition beschäftigen.“
Eine weitere Kooperation mit Ursel Schmitz ist der 2018 erschienene Dokumentarfilm Hurra! Es ist ein Mädchen! Die 875-jährige Geschichte der Stadt Chemnitz wird anhand prägender weiblicher Persönlichkeiten nachvollzogen. Auch in diesem Film findet sich eine Referenz zu Irmtraud Morgner, die nicht nur neben 24 anderen Frauen ein Kurzporträt erhielt, sondern auch in der Rahmenhandlung des Films verewigt ist: die Frau auf dem roten Roller, die sich in Chemnitz auf die Spur der historischen Frauenpersönlichkeiten der Stadt begibt, entstand in Anlehnung an die Ich-Erzählerin aus der Kurzerzählung Das Duell im Episodenroman Hochzeit in Konstantinopel (1968).

### Raw Chicks.Berlin(2017)
Zusammen mit der Illustratorin Eléonore Roedel rief Beate Kunath 2012 die Veranstaltungsreihe RAW Chicks im RAW Tempel Club in Berlin-Friedrichshain ins Leben, die Frauen in der experimentellen elektronischen Musik in den Fokus nimmt. Für die Partys entstehen konzeptionelle Videoarbeiten, mit denen Kunath unter dem Pseudonym [bi:kei] Live-Acts als VJ begleitet. Daraus sind Kooperationen mit Musikerinnen wie Fågelle und Ksen hervorgegangen, die sie unter anderem zu Konzerten bei Festivals wie Heroines of Sound in Berlin und Performing Sound in Salzburg führten.
Begegnungen mit in Berlin lebenden elektronischen Musikerinnen im Rahmen der Veranstaltungsreihe waren der Auslöser für den am 22. April 2017 in Berlin uraufgeführten Dokumentarfilm Raw Chicks.Berlin. Der Film zeigt elf dieser Musikerinnen im Porträt und ist auch vor dem Hintergrund entstanden, weiblichen Musikerinnen mehr Sichtbarkeit zu verleihen. Beate Kunath erzählt im Interview mit dem Magazin Broadly-Vice, was sie daran reizte, das Filmprojekt durchzuführen: Die „unterschiedlichen Facetten dieser Musikproduzentinnen fand ich wichtig und die enorme Bandbreite von elektronischer Musik, die wir durch die Suche nach Acts für unsere Veranstaltungsreihe entdeckt haben. Das musikalische Spektrum reichte dabei von experimenteller, über noise-basierte elektronische bis hin zu elektro-akustischer Musik. Diese Bandbreite von Frauen mit ihrer eigenen Musik in einem Dokumentarfilm repräsentiert zu sehen, fand ich als Filmemacherin super spannend.“
Martina Caspari sieht den Film in der Zeitschrift Imaginations als einen Beitrag, „der neu definiert, was Heimat und Zugehörigkeit im Kontext einer interessanten elektronischen Musikszene bedeuten kann, die ihren Ursprung in Berlin hat. Die Grenzen von Sprache und Geschlecht werden über den Gebrauch einer neuen Sprache (elektronische Musik) erforscht und durchgängig erscheint Berlin als der Topos der Bemühungen der Frauen. Es ist natürlich kein Utopia – jedoch der Ort, an dem die Relokation des Selbst stattfindet“. Er wurde über Crowdfunding co-finanziert.
In Zusammenarbeit mit Eléonore Roedel entstanden 2019 Videoclips zu Songs der Poetryband Landschaft um die Dichterin Ulrike Almut Sandig und den ukrainischen Dichter, Musiker und Kulturaktivisten Grigory Semenchuk (Brat).
Beate Kunath wurde als Jurorin in verschiedene Filmgremien berufen, so als Jury-Mitglied für das Internationale Filmfestival für Kinder und junges Publikum Schlingel in Chemnitz, als Mitglied der Teddy-Jury im Rahmen der Berlinale 1999, von 2012 bis 2018 bei der Deutschen Film- und Medienbewertung in Wiesbaden, beim Fachbeirat Film bei der Kulturstiftung des Freistaates Sachsen und 2020 beim 20minmax Kurzfilmfestival in Ingolstadt.

## Filmografie (Auswahl)

### Spiel- und Experimentalfilm
- 1993: Dazwischen, 4 min. (Kurzfilm)
- 1997: Chance to Seal Our Love, 16 mm, 44 min.
- 1997: The Walk, 6 min. (Experimentalfilm)
- 2000: Forbidden Fruit, 30 min. (Kurzfilm)
- 2002: Original Message, 18 min. (Kurzfilm)
- 2002: The Moon and His Two Wives, 4 min. (Animationsfilm)
- 2006: Sonntag Morgen, 7 min. (Kurzfilm)
- 2006: Toronto Mov., 7 min. (Experimentalfilm)
- 2006: Wanduhr, 6 min. (Kurzfilm)[25]
- 2006: #01 Hygienist, 4 min. (Kurzfilm)
- 2007: #02 Der Nachbar, 4 min. (Kurzfilm)
- 2008: Im Sommer sitzen die Alten, 23 min. (Kurzfilm)[26]

### Dokumentarfilm
- 1999: Einer von Acht, 30 min.
- 2000: Timbuktu 2000, 24 min.
- 2008: zus. mit Ursel Schmitz: ... geradezu heraus. Irmtraud Morgner in Chemnitz, 77 min.
- 2009: My Own Private Library, 49 min. (Filmtagebuch)[3]
- 2010: Sachsen zu Gast in Wuhan/China, 98 min. (Videotagebuch)
- 2013: Dieser eine gemeinsame Tag, 96 min.
- 2017: Raw Chicks.Berlin, 105 min.
- 2018: zusammen mit Ursel Schmitz: Hurra! Es ist ein Mädchen!, 145 min.
- 2021: Abschied und Ankunft. Die Arbeitsbibliothek von Stefan und Inge Heym, 104 min.

### Musikvideo
- 1997: Mongrel Bitch: Perpendickular, 4 min.
- 2008: Marlen Pelny: November Sky, 8 min.
- 2014: Mimicof: Microscopium, 5 min.
- 2015: Soundmonsters: Chaos, 3 min.
- 2019: Landschaft (Grigory Semenchuk und Ulrike Almut Sandig): Russenwald

## Ausstellungen

### Einzelausstellungen
- 2002: Brighton Beach – England / UK, Fotografien, Difranco Chemnitz
- 2006: Certain Times, Fotografien, Kulturhaus Tietz Chemnitz
- 2016: Einzeldinge, Fotografien und Videoarbeiten, Galerie im Weltecho Chemnitz[27][28]
- 2017: Strommast, im Rahmen der Ausstellungsreihe Partnerstädtische Kunst, Hotel an der Oper Chemnitz, gemeinsame Veranstaltung der Galerien e.artis contemporary and Galerie Borssenanger[29]

### Gruppenausstellungen
- 2003: paper_work (Fotoserie) im Rahmen von Begehungen, Kulturfestival auf dem Sonnenberg in Chemnitz
- 2014: Phone Booth – Toronto 2006 (Fotoserie) und My Own Private Library (Video) im Rahmen von I like it Raw – What the FAK (Gruppenausstellung), Galerie Neurotitan im Haus Schwarzenberg in Berlin
- 2015: Phone Booth – Toronto 2006 (Fotoserie) im Rahmen von FAK Berlin im Gängeviertel Hamburg
- 2019: betwixt and between (Foto) und zurückbleiben (Video) im Rahmen von coming home – Neues von Ehemaligen, Galerie Borssenanger in Chemnitz
- 2020: Onomichi/Japan (Fotoserie) im Rahmen von I like it Raw – FAK Upgrade 2.0, Galerie Neurotitan Berlin

## Preise und Auszeichnungen

### Arbeitsstipendien
- 2005: Artist in Residence der Liaison of Independent Filmmakers of Toronto (LIFT), Kanada; Filme: Filme #01 Hygienist und Toronto Mov.
- 2007: Kulturstiftung des Freistaates Sachsen für den Film My Own Private Library

### Filmpreise
The Walk
- 1999: JugendKunstBiennale des Sächsisch-Bayerischen Städtenetzes, 1. Förderpreis
- 1999: Vita-Filmpreis Chemnitz, 3. Platz

Forbidden Fruit
- 2001: 51. Internationale Filmfestspiele Berlin, Preis der Teddy-Jury
- 2001: 15. International Lesbian & Gay Film Festival Bologna, Special Jury Mention
- 2001: Identities, Queer Film Festival Wien – FEMMEDIA-Preis, Bester Kurzfilm

The Moon and His Two Wives
- 2013: Sonderpreis von Wunderland – Berlins erstes Storytelling Festival